# 張大命
張大命（16世紀—17世紀），字憲翼，又字我繡、又字右袞，福建建寧府建陽縣人，明朝軍事人物。

## 生平
張大命是無錫縣丞張惟鵠之子，個性好施與，不重視錢財，由儒生改而習武，任建寧左衛指揮僉事，到萬曆四十四年（1616年）成武進士，獲授江西坐營都司，天啟二年（1622年）任南贛坐營，因討伐流寇有功加都司僉書，到崇禎元年（1628年）陞南贛郴桂南韶汀漳等處參將，官至都指揮使。他在每處到任都推卻饋贈，習武以外也懂得彈琴賦詩，有儒將風采，著有《太平正音》八卷和一些兵書。

## 引用
1. 1 2  民國《建陽縣志·第二十七條·列傳》：張大命，字我繡，一字右袞，父惟鵠舉明經，終無錫縣丞。大命輕財好施，棄儒業學騎射，登萬歷丙辰武進士，歷江西坐營都司，討寇有功，遷南贛郴桂南韶汀漳等處參將、都指揮使，先是軍民於抵任，官例有饋遺，大命獨郤之，講武之餘彈琴賦詩，有古儒將風，所著有《太平正音》八卷行世，又纂有兵書若干卷。
2. ↑  天啟《贛州府志·卷十二·兵防志》：軍職……南贛參將……張大命 字憲翼，福建建寧左衛指揮僉事，由武進士歷陞今職，崇禎元年任……南贛坐營……張大命 字憲翼，字憲翼，福建建寧左衛指揮，由武進士天啟二年任，加都司僉書陞南贛叅將